# John Frederick Miller

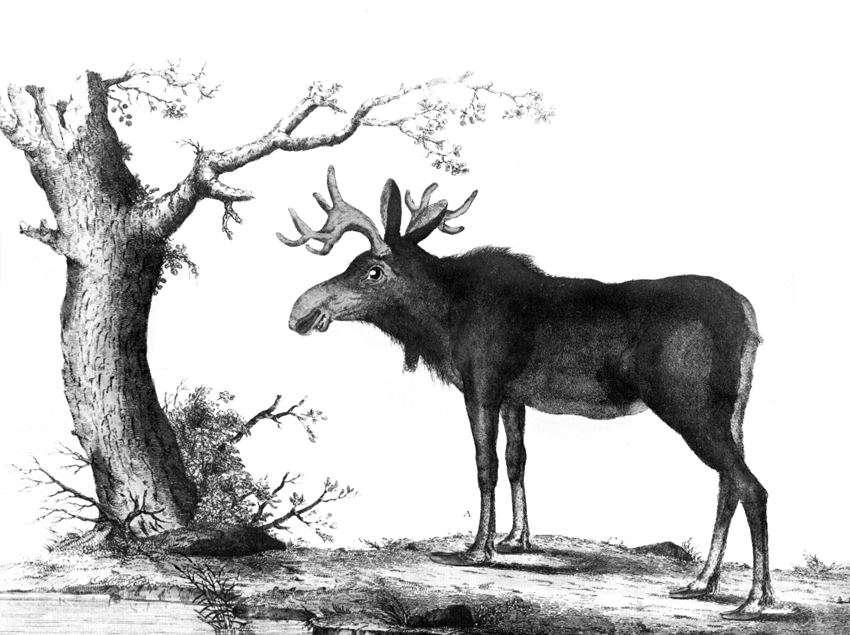
Ilustración extraída de Cimelia Physica de Miller, representando un alce.

John Frederick Miller (1759-1796), ilustrador inglés, principalmente de asuntos botánicos. 
Miller era hijo del artista Johann Sebastián Müller (1715 - c.1790) (abreviación botánica: J.S.Muell.). 
Fue uno de los artistas que convirtieron los dibujos de Sydney Parkinson del primer viaje de James Cook. 
Acompañó el Joseph Banks en su expedición a Islandia en 1772. 
Miller publicó Cimelia Physica con las figuras de cuadrúpedos raros y curiosos, los pájaros, junto con algunas de las plantas más elegantes en (1796) con el texto por George Shaw. 

## Abreviatura (zoología)
La abreviatura J. F. Miller  se emplea para indicar a John Frederick Miller como autoridad en la descripción y taxonomía en zoología.

- La abreviatura «J.F.Mill.» se emplea para indicar a John Frederick Miller como autoridad en la descripción y clasificación científica de los vegetales.[1]